# Dipturus diehli
Dipturus diehli  (лат.) — вид хрящевых рыб семейства ромбовых скатов отряда скатообразных. Обитают в юго-западной части Атлантического океана. Встречаются на глубине до 480 м. Их крупные, уплощённые грудные плавники образуют диск в виде ромба с заострённым рылом. Максимальная зарегистрированная длина 121 см.

## Таксономия
Впервые вид был научно описан в 2001 году. Известен по единственной особи, назначенной голотипом, который представляет собой самку длиной 121,5 см, пойманную у южного побережья Бразилии (29°39′ ю. ш. 47°50′ з. д.) на глубине 480 м. Вид назван в честь Фернандо Луиса Диэля, внесшего большой вклад в океанографию Бразилии. В некоторых источниках рассматривается как синоним Dipturus mennii.

## Ареал
Эти батидемерсальные скаты являются эндемиками вод, омывающих южное побережье Бразилии. Встречаются на глубине до 480 м.

## Описание
Широкие и плоские грудные плавники этих скатов образуют ромбический диск с треугольным вытянутым рылом и закруглёнными краями. На вентральной стороне диска расположены 5 жаберных щелей, ноздри и рот. На длинном хвосте имеются латеральные складки. У этих скатов 2 редуцированных спинных плавника и редуцированный хвостовой плавник.
На диске имеется срединный ряд из 27 шипов. Хвост покрыт 5 рядами шипов: срединный ряд тянется от основания хвоста до первого спинного плавника и состоит из 32 небольших вклинившихся шипов. В затылочной области имеется 8 колючек, 9 колючек в области брызгалец и 4 лопаточных шипа на обоих плавниках. Дорсальная и вентральная поверхности диска шершавые. Максимальная зарегистрированная длина 121 см.

## Биология
Подобно прочим ромбовым эти скаты откладывают яйца, заключённые в жёсткую роговую капсулу с выступами на концах. Эмбрионы питаются исключительно желтком.

## Взаимодействие с человеком
Не представляют коммерческой ценности. Международный союз охраны природы оценил охранный статус вида Dipturus mennii, синонимом которого признает Dipturus diehli, как «Уязвимый».